# Šútovo-Ratkovo
Šútovo-Ratkovo – przystanek kolejowy znajdujący się we wsi Šútovo w kraju żylińskim na linii kolejowej nr 180 na Słowacji.